# Campeonato de Primera División 2018-19 (Honduras)
El Campeonato de Primera División 2018-19 (también llamado Liga SalvaVida por motivos de patrocinio), fue la 53.ª edición de la Liga Nacional de Honduras.

## Sistema de competición
El Campeonato se constituye de dos torneos cortos —Torneo Apertura y Torneo Clausura—. El equipo que haya obtenido la peor puntuación, una vez finalizados ambos torneos, descenderá a la Liga de Ascenso. 
Cada torneo está compuesto por dos vueltas (con 9 jornadas cada una). Una vez finalizadas las vueltas regulares, los equipos que hayan alcanzado los primeros dos lugares en la tabla de posiciones, accederán automáticamente a las semifinales. 
Por otra parte, los clubes que hayan ocupado los puestos 3°, 4°, 5° y 6° tendrán que disputar una fase de eliminación previa. Los dos clubes que resulten ganadores en esta fase, clasificarán a las semifinales. 
Finalmente, el título de campeón lo disputarán los dos clubes que hayan superado la fase de semifinales.
El mejor campeón del campeonato clasificará a la Liga de Campeones de la Concacaf 2020. Mientras que los subcampeones de ambos torneos cortos accederán a la Liga Concacaf 2019.

## Información de los equipos

### Ascenso y descenso
| Pos | a la Liga Nacional |
| --- | ------------------ |
| 1.º | Real de Minas      |

| Pos  | a la Liga de Ascenso |
| ---- | -------------------- |
| 10.º | Real Sociedad        |

### Equipos participantes
| Equipo            | Ciudad         | Entrenador       | Estadio                                        | Capacidad          | Indumentaria | Patrocinador(es) principal(es) |
| ----------------- | -------------- | ---------------- | ---------------------------------------------- | ------------------ | ------------ | ------------------------------ |
| Olimpia           | Tegucigalpa    | Pedro Troglio    | Nacional                                       | 35.000             | Umbro        | Banco Atlántida                |
| Motagua           | Tegucigalpa    | Diego Vásquez    | Nacional                                       | 35.000             | Joma         | Pepsi                          |
| Real España       | San Pedro Sula | Marvin Tomé      | Morazán                                        | 20.000             | Joma         | El Cañal                       |
| Marathón          | San Pedro Sula | Héctor Vargas    | Yankel Rosenthal                               | 15.000             | Joma         | Llantilandia                   |
| Vida              | La Ceiba       | Héctor Castellón | Ceibeño                                        | 20.000             | Huriver      | Molineros's                    |
| Platense          | Puerto Cortés  | Carlos Martínez  | Excelsior                                      | 10.000             | Keuka        | Asiatiko's Parts               |
| Honduras Progreso | El Progreso    | Luis Alvarado    | Humberto Micheletti                            | 5.000              | Umbro        | Arroz Progreso                 |
| Juticalpa F. C.   | Juticalpa      | Wilmer Cruz      | Juan Ramón Brevé Vargas                        | 22.000             | Galaxia      | Repuestos del Atlántico        |
| UPNFM             | Tegucigalpa    | Salomón Nazar    | Emilio Williams Nacional                       | 8.000 35.000       | Keuka        | Banco de Occidente             |
| Real de Minas     | Tegucigalpa    | Raúl Cáceres     | Roberto Martínez Ávila Marcelo Tinoco Nacional | 7.000 5.000 35.000 | Errea        | BI-DSS Technology DeTodo       |

### Equipos por zona geográfica
| Juticalpa F. C. Honduras Progreso Motagua Olimpia UPNFM Real de Minas Real España Marathón Vida Platense \| Departamento \| N.º \| Equipos \| \| ----------------- \| --- \| --------------------------------------- \| \| Francisco Morazán \| 4 \| Motagua, Olimpia, UPNFM y Real de Minas \| \| Cortés \| 3 \| Marathón, Platense y Real España \| \| Yoro \| 1 \| Honduras Progreso \| \| Atlántida \| 1 \| Vida \| \| Olancho \| 1 \| Juticalpa F. C. \| |     |                                         |
| Departamento | N.º | Equipos                                 |
| Francisco Morazán | 4   | Motagua, Olimpia, UPNFM y Real de Minas |
| Cortés | 3   | Marathón, Platense y Real España        |
| Yoro | 1   | Honduras Progreso                       |
| Atlántida | 1   | Vida                                    |
| Olancho | 1   | Juticalpa F. C.                         |

## Torneo Apertura

### Fase de clasificación
| Jornada 1          | Jornada 1 | Jornada 1         | Jornada 1               | Jornada 1   | Jornada 1 |
| Local              | Resultado | Visitante         | Estadio                 | Fecha       | Hora      |
| ------------------ | --------- | ----------------- | ----------------------- | ----------- | --------- |
| Marathón           | 0 - 0     | Vida              | Yankel Rosenthal        | 28 de julio | 15:00     |
| Real de Minas      | 1 - 3     | Olimpia           | Roberto Martínez Ávila  | 28 de julio | 17:00     |
| UPNFM              | 3 - 1     | Honduras Progreso | Nacional                | 28 de julio | 18:00     |
| Motagua            | 1 - 0     | Platense          | Nacional                | 28 de julio | 20:00     |
| Juticalpa F. C.    | 1 - 1     | Real España       | Juan Ramón Brevé Vargas | 29 de julio | 14:00     |
| Total de goles: 11 |           |                   |                         |             |           |

| Jornada 2          | Jornada 2 | Jornada 2       | Jornada 2           | Jornada 2   | Jornada 2 |
| Local              | Resultado | Visitante       | Estadio             | Fecha       | Hora      |
| ------------------ | --------- | --------------- | ------------------- | ----------- | --------- |
| UPNFM              | 0 - 0     | Marathón        | Emilio Williams     | 4 de agosto | 18:00     |
| Honduras Progreso  | 2 - 0     | Motagua         | Humberto Micheletti | 4 de agosto | 19:00     |
| Vida               | 3 - 0     | Juticalpa F. C. | Ceibeño             | 5 de agosto | 15:00     |
| Olimpia            | 2 - 1     | Platense        | Nacional            | 5 de agosto | 16:00     |
| Real España        | 2 - 1     | Real de Minas   | Morazán             | 5 de agosto | 18:00     |
| Total de goles: 11 |           |                 |                     |             |           |

| Jornada 3         | Jornada 3 | Jornada 3         | Jornada 3               | Jornada 3    | Jornada 3 |
| Local             | Resultado | Visitante         | Estadio                 | Fecha        | Hora      |
| ----------------- | --------- | ----------------- | ----------------------- | ------------ | --------- |
| Marathón          | 1 - 1     | Olimpia           | Yankel Rosenthal        | 11 de agosto | 15:00     |
| Juticalpa F. C.   | 0 - 0     | Honduras Progreso | Juan Ramón Brevé Vargas | 12 de agosto | 14:00     |
| Real de Minas     | 0 - 2     | Vida              | Marcelo Tinoco          | 12 de agosto | 15:00     |
| Platense          | 0 - 0     | UPNFM             | Excélsior               | 12 de agosto | 16:00     |
| Motagua           | 1 - 0     | Real España       | Nacional                | 12 de agosto | 16:00     |
| Total de goles: 5 |           |                   |                         |              |           |

| Jornada 4          | Jornada 4 | Jornada 4         | Jornada 4               | Jornada 4    | Jornada 4 |
| Local              | Resultado | Visitante         | Estadio                 | Fecha        | Hora      |
| ------------------ | --------- | ----------------- | ----------------------- | ------------ | --------- |
| Juticalpa F. C.    | 0 - 3     | Marathón          | Juan Ramón Brevé Vargas | 15 de agosto | 19:00     |
| Olimpia            | 1 - 0     | UPNFM             | Nacional                | 15 de agosto | 19:00     |
| Real España        | 3 - 2     | Honduras Progreso | Morazán                 | 15 de agosto | 19:00     |
| Vida               | 1 - 2     | Motagua           | Ceibeño                 | 15 de agosto | 19:00     |
| Platense           | 4 - 1     | Real de Minas     | Excélsior               | 15 de agosto | 19:00     |
| Total de goles: 17 |           |                   |                         |              |           |

| Jornada 5          | Jornada 5 | Jornada 5       | Jornada 5           | Jornada 5    | Jornada 5 |
| Local              | Resultado | Visitante       | Estadio             | Fecha        | Hora      |
| ------------------ | --------- | --------------- | ------------------- | ------------ | --------- |
| UPNFM              | 1 - 1     | Vida            | Emilio Williams     | 18 de agosto | 18:00     |
| Real España        | 1 - 1     | Marathón        | Morazán             | 18 de agosto | 17:00     |
| Real de Minas      | 1 - 2     | Juticalpa F. C. | Nacional            | 18 de agosto | 17:00     |
| Honduras Progreso  | 1 - 2     | Platense        | Humberto Micheletti | 18 de agosto | 17:00     |
| Motagua            | 0 - 1     | Olimpia         | Nacional            | 19 de agosto | 16:00     |
| Total de goles: 11 |           |                 |                     |              |           |

| Jornada 6          | Jornada 6 | Jornada 6         | Jornada 6               | Jornada 6    | Jornada 6 |
| Local              | Resultado | Visitante         | Estadio                 | Fecha        | Hora      |
| ------------------ | --------- | ----------------- | ----------------------- | ------------ | --------- |
| Marathón           | 3 - 1     | Real de Minas     | Yankel Rosenthal        | 25 de agosto | 18:00     |
| Juticalpa F. C.    | 2 - 2     | Olimpia           | Juan Ramón Brevé Vargas | 26 de agosto | 15:00     |
| Vida               | 1 - 4     | Honduras Progreso | Ceibeño                 | 26 de agosto | 15:00     |
| Platense           | 2 - 1     | Real España       | Excélsior               | 26 de agosto | 16:00     |
| Motagua            | 1 - 0     | UPNFM             | Nacional                | 26 de agosto | 16:00     |
| Total de goles: 17 |           |                   |                         |              |           |

| Jornada 7          | Jornada 7 | Jornada 7       | Jornada 7           | Jornada 7       | Jornada 7 |
| Local              | Resultado | Visitante       | Estadio             | Fecha           | Hora      |
| ------------------ | --------- | --------------- | ------------------- | --------------- | --------- |
| Honduras Progreso  | 0 - 1     | Real de Minas   | Humberto Micheletti | 31 de agosto    | 19:00     |
| UPNFM              | 4 - 1     | Juticalpa F. C. | Nacional            | 1 de septiembre | 18:00     |
| Vida               | 2 - 0     | Platense        | Ceibeño             | 2 de septiembre | 15:00     |
| Olimpia            | 2 - 1     | Real España     | Nacional            | 2 de septiembre | 16:00     |
| Marathón           | 1 - 1     | Motagua         | Yankel Rosenthal    | 10 de octubre   | 15:00     |
| Total de goles: 13 |           |                 |                     |                 |           |

| Jornada 8          | Jornada 8 | Jornada 8       | Jornada 8           | Jornada 8       | Jornada 8 |
| Local              | Resultado | Visitante       | Estadio             | Fecha           | Hora      |
| ------------------ | --------- | --------------- | ------------------- | --------------- | --------- |
| Real España        | 3 - 0     | Vida            | Morazán             | 8 de septiembre | 19:00     |
| Real de Minas      | 0 - 1     | UPNFM           | Nacional            | 8 de septiembre | 19:00     |
| Honduras Progreso  | 1 - 1     | Olimpia         | Humberto Micheletti | 8 de septiembre | 19:00     |
| Platense           | 1 - 0     | Marathón        | Excélsior           | 9 de septiembre | 16:00     |
| Motagua            | 5 - 0     | Juticalpa F. C. | Nacional            | 9 de septiembre | 16:00     |
| Total de goles: 12 |           |                 |                     |                 |           |

| Jornada 9          | Jornada 9 | Jornada 9         | Jornada 9               | Jornada 9        | Jornada 9 |
| Local              | Resultado | Visitante         | Estadio                 | Fecha            | Hora      |
| ------------------ | --------- | ----------------- | ----------------------- | ---------------- | --------- |
| Marathón           | 3 - 1     | Honduras Progreso | Yankel Rosenthal        | 12 de septiembre | 15:00     |
| Real de Minas      | 0 - 0     | Motagua           | Marcelo Tinoco          | 12 de septiembre | 15:00     |
| UPNFM              | 1 - 3     | Real España       | Emilio Williams         | 12 de septiembre | 18:00     |
| Juticalpa F. C.    | 1 - 1     | Platense          | Juan Ramón Brevé Vargas | 12 de septiembre | 19:00     |
| Olimpia            | 0 - 0     | Vida              | Morazán                 | 12 de septiembre | 19:00     |
| Total de goles: 10 |           |                   |                         |                  |           |

| Jornada 10         | Jornada 10 | Jornada 10      | Jornada 10          | Jornada 10       | Jornada 10 |
| Local              | Resultado  | Visitante       | Estadio             | Fecha            | Hora       |
| ------------------ | ---------- | --------------- | ------------------- | ---------------- | ---------- |
| Honduras Progreso  | 2 - 1      | UPNFM           | Humberto Micheletti | 14 de septiembre | 19:00      |
| Vida               | 0 - 1      | Marathón        | Ceibeño             | 16 de septiembre | 15:00      |
| Platense           | 1 - 0      | Motagua         | Excélsior           | 16 de septiembre | 16:00      |
| Real España        | 2 - 1      | Juticalpa F. C. | Morazán             | 16 de septiembre | 18:00      |
| Olimpia            | 2 - 0      | Real de Minas   | Nacional            | 18 de octubre    | 19:00      |
| Total de goles: 10 |            |                 |                     |                  |            |

| Jornada 11        | Jornada 11 | Jornada 11        | Jornada 11       | Jornada 11       | Jornada 11 |
| Local             | Resultado  | Visitante         | Estadio          | Fecha            | Hora       |
| ----------------- | ---------- | ----------------- | ---------------- | ---------------- | ---------- |
| Marathón          | 2 - 1      | UPNFM             | Yankel Rosenthal | 20 de septiembre | 15:00      |
| Juticalpa F. C.   | 3 - 1      | Vida              | Ceibeño          | 23 de septiembre | 15:00      |
| Real de Minas     | 1 - 0      | Real España       | Marcelo Tinoco   | 23 de septiembre | 15:30      |
| Platense          | 0 - 0      | Olimpia           | Excélsior        | 23 de septiembre | 16:00      |
| Motagua           | 1 - 0      | Honduras Progreso | Nacional         | 23 de septiembre | 16:00      |
| Total de goles: 9 |            |                   |                  |                  |            |

| Jornada 12         | Jornada 12 | Jornada 12      | Jornada 12          | Jornada 12       | Jornada 12 |
| Local              | Resultado  | Visitante       | Estadio             | Fecha            | Hora       |
| ------------------ | ---------- | --------------- | ------------------- | ---------------- | ---------- |
| Honduras Progreso  | 1 - 0      | Juticalpa F. C. | Humberto Micheletti | 28 de septiembre | 19:00      |
| UPNFM              | 2 - 1      | Platense        | Emilio Williams     | 29 de septiembre | 18:00      |
| Vida               | 2 - 2      | Real de Minas   | Ceibeño             | 30 de septiembre | 15:00      |
| Olimpia            | 2 - 1      | Marathón        | Nacional            | 30 de septiembre | 16:00      |
| Real España        | 1 - 1      | Motagua         | Morazán             | 30 de septiembre | 20:00      |
| Total de goles: 13 |            |                 |                     |                  |            |

| Jornada 13         | Jornada 13 | Jornada 13      | Jornada 13             | Jornada 13    | Jornada 13 |
| Local              | Resultado  | Visitante       | Estadio                | Fecha         | Hora       |
| ------------------ | ---------- | --------------- | ---------------------- | ------------- | ---------- |
| Marathón           | 4 - 3      | Juticalpa F. C. | Yankel Rosenthal       | 6 de octubre  | 15:00      |
| Real de Minas      | 0 - 3      | Platense        | Roberto Martínez Ávila | 6 de octubre  | 17:00      |
| Honduras Progreso  | 2 - 6      | Real España     | Humberto Micheletti    | 7 de octubre  | 14:00      |
| Motagua            | 1 - 0      | Vida            | Nacional               | 17 de octubre | 19:00      |
| UPNFM              | 2 - 1      | Olimpia         | Emilio Williams        | 31 de octubre | 19:00      |
| Total de goles: 22 |            |                 |                        |               |            |

| Jornada 14         | Jornada 14 | Jornada 14        | Jornada 14              | Jornada 14    | Jornada 14 |
| Local              | Resultado  | Visitante         | Estadio                 | Fecha         | Hora       |
| ------------------ | ---------- | ----------------- | ----------------------- | ------------- | ---------- |
| Juticalpa F. C.    | 3 - 2      | Real de Minas     | Juan Ramón Brevé Vargas | 14 de octubre | 14:00      |
| Marathón           | 2 - 2      | Real España       | Yankel Rosenthal        | 14 de octubre | 15:00      |
| Vida               | 1 - 2      | UPNFM             | Ceibeño                 | 14 de octubre | 15:00      |
| Platense           | 1 - 2      | Honduras Progreso | Excélsior               | 14 de octubre | 16:00      |
| Olimpia            | 1 - 1      | Motagua           | Nacional                | 14 de octubre | 16:00      |
| Total de goles: 17 |            |                   |                         |               |            |

| Jornada 15         | Jornada 15 | Jornada 15      | Jornada 15             | Jornada 15    | Jornada 15 |
| Local              | Resultado  | Visitante       | Estadio                | Fecha         | Hora       |
| ------------------ | ---------- | --------------- | ---------------------- | ------------- | ---------- |
| Honduras Progreso  | 1 - 1      | Vida            | Humberto Micheletti    | 19 de octubre | 19:00      |
| UPNFM              | 1 - 3      | Motagua         | Emilio Williams        | 20 de octubre | 18:00      |
| Real España        | 1 - 0      | Platense        | Morazán                | 20 de octubre | 19:00      |
| Real de Minas      | 3 - 1      | Marathón        | Roberto Martínez Ávila | 21 de octubre | 16:00      |
| Olimpia            | 1 - 1      | Juticalpa F. C. | Nacional               | 21 de octubre | 16:00      |
| Total de goles: 13 |            |                 |                        |               |            |

| Jornada 16         | Jornada 16 | Jornada 16        | Jornada 16              | Jornada 16    | Jornada 16 |
| Local              | Resultado  | Visitante         | Estadio                 | Fecha         | Hora       |
| ------------------ | ---------- | ----------------- | ----------------------- | ------------- | ---------- |
| Real España        | 1 - 3      | Olimpia           | Morazán                 | 27 de octubre | 19:00      |
| Platense           | 2 - 2      | Vida              | Excélsior               | 27 de octubre | 19:00      |
| Juticalpa F. C.    | 0 - 1      | UPNFM             | Juan Ramón Brevé Vargas | 28 de octubre | 14:00      |
| Real de Minas      | 0 - 2      | Honduras Progreso | Marcelo Tinoco          | 28 de octubre | 15:00      |
| Motagua            | 1 - 0      | Marathón          | Nacional                | 29 de octubre | 15:00      |
| Total de goles: 12 |            |                   |                         |               |            |

| Jornada 17         | Jornada 17 | Jornada 17        | Jornada 17              | Jornada 17     | Jornada 17 |
| Local              | Resultado  | Visitante         | Estadio                 | Fecha          | Hora       |
| ------------------ | ---------- | ----------------- | ----------------------- | -------------- | ---------- |
| Marathón           | 1 - 1      | Platense          | Yankel Rosenthal        | 3 de noviembre | 15:00      |
| UPNFM              | 2 - 0      | Real de Minas     | Nacional                | 3 de noviembre | 18:00      |
| Vida               | 2 - 2      | Real España       | Ceibeño                 | 4 de noviembre | 15:00      |
| Olimpia            | 2 - 2      | Honduras Progreso | Nacional                | 4 de noviembre | 16:00      |
| Juticalpa F. C.    | 1 - 2      | Motagua           | Juan Ramón Brevé Vargas | 4 de noviembre | 17:00      |
| Total de goles: 15 |            |                   |                         |                |            |

| Jornada 18         | Jornada 18 | Jornada 18      | Jornada 18          | Jornada 18      | Jornada 18 |
| Local              | Resultado  | Visitante       | Estadio             | Fecha           | Hora       |
| ------------------ | ---------- | --------------- | ------------------- | --------------- | ---------- |
| Honduras Progreso  | 2 - 3      | Marathón        | Humberto Micheletti | 10 de noviembre | 19:00      |
| Motagua            | 6 - 1      | Real de Minas   | Nacional            | 10 de noviembre | 19:00      |
| Platense           | 0 - 0      | Juticalpa F. C. | Excélsior           | 10 de noviembre | 19:00      |
| Real España        | 1 - 2      | UPNFM           | Morazán             | 10 de noviembre | 19:00      |
| Vida               | 2 - 0      | Olimpia         | Ceibeño             | 11 de noviembre | 10:00      |
| Total de goles: 17 |            |                 |                     |                 |            |

#### Tabla de posiciones
Simbología:

Pts: puntos acumulados.

PJ: partidos jugados.

PG: partidos ganados.

PE: partidos empatados.

PP: partidos perdidos.

GF: goles a favor.

GC: goles en contra.

|                                                |     | Equipo            | PJ | G  | E | P  | GF | GC | Dif. | Pts |
| ---------------------------------------------- | --- | ----------------- | -- | -- | - | -- | -- | -- | ---- | --- |
|                                                | 1.  | Motagua           | 18 | 11 | 4 | 3  | 28 | 11 | +17  | 37  |
|                                                | 2.  | Olimpia           | 18 | 8  | 8 | 2  | 25 | 17 | +8   | 32  |
|                                                | 3.  | UPNFM             | 18 | 9  | 3 | 6  | 25 | 20 | +5   | 30  |
|                                                | 4.  | Marathón          | 18 | 7  | 7 | 4  | 28 | 22 | +6   | 28  |
|                                                | 5.  | Real España       | 18 | 7  | 5 | 6  | 31 | 25 | +5   | 26  |
|                                                | 6.  | Platense          | 18 | 6  | 6 | 6  | 21 | 18 | +3   | 24  |
|                                                | 7.  | Honduras Progreso | 18 | 6  | 4 | 8  | 27 | 31 | -4   | 22  |
|                                                | 8.  | Vida              | 18 | 4  | 7 | 7  | 21 | 24 | -3   | 19  |
|                                                | 9.  | Juticalpa F. C.   | 18 | 3  | 6 | 9  | 19 | 34 | -15  | 15  |
|                                                | 10. | Real de Minas     | 18 | 3  | 2 | 13 | 15 | 38 | -23  | 11  |
| Última actualización: 11 de noviembre de 2018. |     |                   |    |    |   |    |    |    |      |     |

|  | Clasificado directo a semifinales |
|  | Clasificado a repechaje           |
|  | Último lugar                      |

### Fase final
|  | Repechaje (Pre-Liguilla) | Repechaje (Pre-Liguilla) | Repechaje (Pre-Liguilla) | Repechaje (Pre-Liguilla) | Repechaje (Pre-Liguilla) |  |  | Semifinales | Semifinales | Semifinales | Semifinales | Semifinales |  |  | Final | Final   | Final | Final | Final |
|  |                          |                          |                          |                          |                          |  |  |             |             |             |             |             |  |  |       |         |       |       |       |
|  |                          |                          |                          |                          |                          |  |  | 1.º         | Motagua     | 1           | 3           | 4           |  |  |       |         |       |       |       |
|  | 3.º                      | UPNFM                    | 1                        | 0                        | 1                        |  |  | 6.º         | Platense    | 0           | 1           | 1           |  |  |       |         |       |       |       |
|  | 6.º                      | Platense                 | 1                        | 1                        | 2                        |  |  |             |             |             |             |             |  |  | 1.º   | Motagua | 2     | 0     | 2     |
|  |                          |                          |                          |                          |                          |  |  |             |             |             |             |             |  |  | 2.º   | Olimpia | 0     | 1     | 1     |
|  |                          |                          |                          |                          |                          |  |  | 2.º         | Olimpia     | 2           | 0           | 2           |  |  |       |         |       |       |       |
|  | 4.º                      | Marathón                 | 0                        | 3                        | 3                        |  |  | 5.º         | Real España | 2           | 0           | 2           |  |  |       |         |       |       |       |
|  | 5.º                      | Real España              | 2                        | 2                        | 4                        |  |  |             |             |             |             |             |  |  |       |         |       |       |       |

#### Repechaje (Pre-Liguilla)
- Nota: La hora de cada encuentro corresponde al huso horario que rige a Honduras (UTC-6).

##### Marathón - Real España
| 14 de noviembre de 2018, 19:00 | Real España                              | 2:0 (1:0) | Marathón | Estadio Morazán, San Pedro Sula |                            |
|                                | Benavídez 33' (pen.) · Vuelto 77' (pen.) | Reporte   |          | Árbitro(s): Nelson Salgado      | Árbitro(s): Nelson Salgado |

| 17 de noviembre de 2018, 15:00 | Marathón                     | 3:2 (2:1) | Real España               | Estadio Yankel Rosenthal, San Pedro Sula |                              |
|                                | Arboleda 3' 34' · Discua 66' | Reporte   | Tejeda 38' · Oseguera 52' | Árbitro(s): Melvin Matamoros             | Árbitro(s): Melvin Matamoros |

##### UPNFM - Platense
| 14 de noviembre de 2018, 19:15 | Platense         | 1:1 (0:1) | UPNFM               | Estadio Excelsior, Puerto Cortés |                          |
|                                | Nieto 84' (pen.) | Reporte   | Benguché 39' (pen.) | Árbitro(s): Erick Andino         | Árbitro(s): Erick Andino |

| 17 de noviembre de 2018, 19:00 | UPNFM | 0:1 (0:1) | Platense      | Estadio Emilio Williams, Choluteca |                              |
|                                |       | Reporte   | Winchester 5' | Árbitro(s): Héctor Rodríguez       | Árbitro(s): Héctor Rodríguez |

#### Semifinales
- Nota: La hora de cada encuentro corresponde al huso horario que rige a Honduras (UTC-6).

##### Motagua - Platense
| 25 de noviembre de 2018, 16:00 | Platense | 0:1 (0:0) | Motagua   | Estadio Excelsior, Puerto Cortés |                              |
|                                |          | Reporte   | López 49' | Árbitro(s): Melvin Matamoros     | Árbitro(s): Melvin Matamoros |

| 2 de diciembre de 2018, 16:00 | Motagua                                  | 3:1 (1:0) | Platense   | Estadio Nacional, Tegucigalpa |                           |
|                               | López 30' · Maldonado 48' · Crisanto 84' | Reporte   | Castro 76' | Árbitro(s): Saíd Martínez     | Árbitro(s): Saíd Martínez |

##### Olimpia - Real España
| 24 de noviembre de 2018, 19:00 | Real España             | 2:2 (1:0) | Olimpia                | Estadio Olímpico Metropolitano, San Pedro Sula |                              |
|                                | Tejeda 11' · Vuelto 55' | Reporte   | Moya 50' · Álvarez 59' | Árbitro(s): Héctor Rodríguez                   | Árbitro(s): Héctor Rodríguez |

| 1 de diciembre de 2018, 19:00 | Olimpia | 0:0     | Real España | Estadio Nacional, Tegucigalpa |                            |
|                               |         | Reporte |             | Árbitro(s): Armando Castro    | Árbitro(s): Armando Castro |

#### Final
- Nota: La hora de cada encuentro corresponde al huso horario que rige a Honduras (UTC-6).

##### Motagua - Olimpia

###### Ida
| 1     | POR   | Edrick Menjívar   |     |
| 2     | DEF   | Kevin Álvarez     |     |
| 4     | DEF   | Ever Alvarado     |     |
| 6     | DEF   | Dabirson Castillo |     |
| 17    | DEF   | Jonathan Paz      |     |
| 21    | DEF   | Esteban Espíndola |     |
| 20    | MED   | Deybi Flores      |     |
| 23    | MED   | Alejandro Reyes   |     |
| 31    | MED   | Hendry Thomas     | 75' |
| 12    | DEL   | Rony Martínez     | 57' |
| 27    | DEL   | Jerry Bengtson    | 84' |
| D. T. | D. T. | Manuel Keosseián  |     |

| 19    | POR   | Jonathan Rougier   |     |
| 2     | DEF   | Juan Pablo Montes  |     |
| 12    | DEF   | Marcelo Santos     |     |
| 17    | DEF   | Denil Maldonado    |     |
| 24    | DEF   | Omar Elvir         |     |
| 6     | MED   | Reinieri Mayorquín | 62' |
| 10    | MED   | Matías Galvaliz    | 77' |
| 16    | MED   | Héctor Castellanos | 83' |
| 34    | MED   | Kevin López        |     |
| 9     | DEL   | Rubilio Castillo   |     |
| 21    | DEL   | Roberto Moreira    |     |
| D. T. | D. T. | Diego Vásquez      |     |

| 7  | Centrocampista | Carlos Will Mejía | 57' |
| 29 | Centrocampista | German Mejía      | 75' |
| 13 | Defensa        | Carlo Costly      | 84' |

| 8 | Delantero      | Walter Martínez | 62' |
| 4 | Centrocampista | Sergio Peña     | 77' |
| 5 | Centrocampista | Marcelo Pereira | 83' |

| 61' · 74' | Castillo Moreira | 0:1 0:2 |

| 31’ 32’ | Paz |

| 28’ 68’ | Mayorquín Elvir Santos |

| 32’ | Paz |

| Principal  | Héctor Rodríguez |
| Asistentes | Walter López     |
|            | Melvyn Cruz      |
| Cuarto     | Nelson Salgado   |

| 1     | POR   | Edrick Menjívar   |     |
| 2     | DEF   | Kevin Álvarez     |     |
| 4     | DEF   | Ever Alvarado     |     |
| 6     | DEF   | Dabirson Castillo |     |
| 17    | DEF   | Jonathan Paz      |     |
| 21    | DEF   | Esteban Espíndola |     |
| 20    | MED   | Deybi Flores      |     |
| 23    | MED   | Alejandro Reyes   |     |
| 31    | MED   | Hendry Thomas     | 75' |
| 12    | DEL   | Rony Martínez     | 57' |
| 27    | DEL   | Jerry Bengtson    | 84' |
| D. T. | D. T. | Manuel Keosseián  |     |

| 19    | POR   | Jonathan Rougier   |     |
| 2     | DEF   | Juan Pablo Montes  |     |
| 12    | DEF   | Marcelo Santos     |     |
| 17    | DEF   | Denil Maldonado    |     |
| 24    | DEF   | Omar Elvir         |     |
| 6     | MED   | Reinieri Mayorquín | 62' |
| 10    | MED   | Matías Galvaliz    | 77' |
| 16    | MED   | Héctor Castellanos | 83' |
| 34    | MED   | Kevin López        |     |
| 9     | DEL   | Rubilio Castillo   |     |
| 21    | DEL   | Roberto Moreira    |     |
| D. T. | D. T. | Diego Vásquez      |     |

| 7  | Centrocampista | Carlos Will Mejía | 57' |
| 29 | Centrocampista | German Mejía      | 75' |
| 13 | Defensa        | Carlo Costly      | 84' |

| 8 | Delantero      | Walter Martínez | 62' |
| 4 | Centrocampista | Sergio Peña     | 77' |
| 5 | Centrocampista | Marcelo Pereira | 83' |

| 61' · 74' | Castillo Moreira | 0:1 0:2 |

| 31’ 32’ | Paz |

| 28’ 68’ | Mayorquín Elvir Santos |

| 32’ | Paz |

| Principal  | Héctor Rodríguez |
| Asistentes | Walter López     |
|            | Melvyn Cruz      |
| Cuarto     | Nelson Salgado   |

| 1     | POR   | Edrick Menjívar   |     |
| 2     | DEF   | Kevin Álvarez     |     |
| 4     | DEF   | Ever Alvarado     |     |
| 6     | DEF   | Dabirson Castillo |     |
| 17    | DEF   | Jonathan Paz      |     |
| 21    | DEF   | Esteban Espíndola |     |
| 20    | MED   | Deybi Flores      |     |
| 23    | MED   | Alejandro Reyes   |     |
| 31    | MED   | Hendry Thomas     | 75' |
| 12    | DEL   | Rony Martínez     | 57' |
| 27    | DEL   | Jerry Bengtson    | 84' |
| D. T. | D. T. | Manuel Keosseián  |     |

| 19    | POR   | Jonathan Rougier   |     |
| 2     | DEF   | Juan Pablo Montes  |     |
| 12    | DEF   | Marcelo Santos     |     |
| 17    | DEF   | Denil Maldonado    |     |
| 24    | DEF   | Omar Elvir         |     |
| 6     | MED   | Reinieri Mayorquín | 62' |
| 10    | MED   | Matías Galvaliz    | 77' |
| 16    | MED   | Héctor Castellanos | 83' |
| 34    | MED   | Kevin López        |     |
| 9     | DEL   | Rubilio Castillo   |     |
| 21    | DEL   | Roberto Moreira    |     |
| D. T. | D. T. | Diego Vásquez      |     |

| 7  | Centrocampista | Carlos Will Mejía | 57' |
| 29 | Centrocampista | German Mejía      | 75' |
| 13 | Defensa        | Carlo Costly      | 84' |

| 8 | Delantero      | Walter Martínez | 62' |
| 4 | Centrocampista | Sergio Peña     | 77' |
| 5 | Centrocampista | Marcelo Pereira | 83' |

| 61' · 74' | Castillo Moreira | 0:1 0:2 |

| 31’ 32’ | Paz |

| 28’ 68’ | Mayorquín Elvir Santos |

| 32’ | Paz |

| Principal  | Héctor Rodríguez |
| Asistentes | Walter López     |
|            | Melvyn Cruz      |
| Cuarto     | Nelson Salgado   |

| 1     | POR   | Edrick Menjívar   |     |
| 2     | DEF   | Kevin Álvarez     |     |
| 4     | DEF   | Ever Alvarado     |     |
| 6     | DEF   | Dabirson Castillo |     |
| 17    | DEF   | Jonathan Paz      |     |
| 21    | DEF   | Esteban Espíndola |     |
| 20    | MED   | Deybi Flores      |     |
| 23    | MED   | Alejandro Reyes   |     |
| 31    | MED   | Hendry Thomas     | 75' |
| 12    | DEL   | Rony Martínez     | 57' |
| 27    | DEL   | Jerry Bengtson    | 84' |
| D. T. | D. T. | Manuel Keosseián  |     |

| 19    | POR   | Jonathan Rougier   |     |
| 2     | DEF   | Juan Pablo Montes  |     |
| 12    | DEF   | Marcelo Santos     |     |
| 17    | DEF   | Denil Maldonado    |     |
| 24    | DEF   | Omar Elvir         |     |
| 6     | MED   | Reinieri Mayorquín | 62' |
| 10    | MED   | Matías Galvaliz    | 77' |
| 16    | MED   | Héctor Castellanos | 83' |
| 34    | MED   | Kevin López        |     |
| 9     | DEL   | Rubilio Castillo   |     |
| 21    | DEL   | Roberto Moreira    |     |
| D. T. | D. T. | Diego Vásquez      |     |

| 7  | Centrocampista | Carlos Will Mejía | 57' |
| 29 | Centrocampista | German Mejía      | 75' |
| 13 | Defensa        | Carlo Costly      | 84' |

| 8 | Delantero      | Walter Martínez | 62' |
| 4 | Centrocampista | Sergio Peña     | 77' |
| 5 | Centrocampista | Marcelo Pereira | 83' |

| 61' · 74' | Castillo Moreira | 0:1 0:2 |

| 31’ 32’ | Paz |

| 28’ 68’ | Mayorquín Elvir Santos |

| 32’ | Paz |

| Principal  | Héctor Rodríguez |
| Asistentes | Walter López     |
|            | Melvyn Cruz      |
| Cuarto     | Nelson Salgado   |

###### Vuelta
| 19    | POR   | Jonathan Rougier   |     |
| 2     | DEF   | Juan Pablo Montes  |     |
| 12    | DEF   | Marcelo Santos     |     |
| 17    | DEF   | Denil Maldonado    |     |
| 24    | DEF   | Omar Elvir         |     |
| 6     | MED   | Reinieri Mayorquín | 74' |
| 10    | MED   | Matías Galvaliz    | 65' |
| 16    | MED   | Héctor Castellanos |     |
| 34    | MED   | Kevin López        | 86' |
| 9     | DEL   | Rubilio Castillo   |     |
| 21    | DEL   | Roberto Moreira    |     |
| D. T. | D. T. | Diego Vásquez      |     |

| 1     | POR   | Edrick Menjívar   |     |
| 2     | DEF   | Kevin Álvarez     |     |
| 3     | DEF   | Elmer Güity       |     |
| 4     | DEF   | Ever Alvarado     | 61' |
| 17    | DEF   | Jonathan Paz      |     |
| 21    | DEF   | Esteban Espíndola |     |
| 7     | MED   | Carlos Will Mejía | 46' |
| 20    | MED   | Deybi Flores      |     |
| 29    | MED   | German Mejía      | 74' |
| 13    | DEL   | Carlo Costly      |     |
| 27    | DEL   | Jerry Bengtson    |     |
| D. T. | D. T. | Manuel Keosseián  |     |

| 8 | Centrocampista | Walter Martínez | 65' |
| 4 | Centrocampista | Sergio Peña     | 74' |
| 7 | Delantero      | Erick Andino    | 86' |

| 26 | Centrocampista | Óscar Salas   | 46' |
| 14 | Delantero      | Júnior Lacayo | 61' |
| 9  | Delantero      | Diego Reyes   | 74' |

| 78' | Montes | 0:1 |

| 39’ 40’ 80’ | Mayorquín López Maldonado |

| 24’ 31’ 41’ 57’ 74’ 75’ 90+5’ | Mejía Flores Costly Güity Reyes Álvarez |

| Principal  | Melvin Matamoros |
| Asistentes | Óscar Velásquez  |
|            | Cristian Ramírez |
| Cuarto     | Saíd Martínez    |

| 19    | POR   | Jonathan Rougier   |     |
| 2     | DEF   | Juan Pablo Montes  |     |
| 12    | DEF   | Marcelo Santos     |     |
| 17    | DEF   | Denil Maldonado    |     |
| 24    | DEF   | Omar Elvir         |     |
| 6     | MED   | Reinieri Mayorquín | 74' |
| 10    | MED   | Matías Galvaliz    | 65' |
| 16    | MED   | Héctor Castellanos |     |
| 34    | MED   | Kevin López        | 86' |
| 9     | DEL   | Rubilio Castillo   |     |
| 21    | DEL   | Roberto Moreira    |     |
| D. T. | D. T. | Diego Vásquez      |     |

| 1     | POR   | Edrick Menjívar   |     |
| 2     | DEF   | Kevin Álvarez     |     |
| 3     | DEF   | Elmer Güity       |     |
| 4     | DEF   | Ever Alvarado     | 61' |
| 17    | DEF   | Jonathan Paz      |     |
| 21    | DEF   | Esteban Espíndola |     |
| 7     | MED   | Carlos Will Mejía | 46' |
| 20    | MED   | Deybi Flores      |     |
| 29    | MED   | German Mejía      | 74' |
| 13    | DEL   | Carlo Costly      |     |
| 27    | DEL   | Jerry Bengtson    |     |
| D. T. | D. T. | Manuel Keosseián  |     |

| 8 | Centrocampista | Walter Martínez | 65' |
| 4 | Centrocampista | Sergio Peña     | 74' |
| 7 | Delantero      | Erick Andino    | 86' |

| 26 | Centrocampista | Óscar Salas   | 46' |
| 14 | Delantero      | Júnior Lacayo | 61' |
| 9  | Delantero      | Diego Reyes   | 74' |

| 78' | Montes | 0:1 |

| 39’ 40’ 80’ | Mayorquín López Maldonado |

| 24’ 31’ 41’ 57’ 74’ 75’ 90+5’ | Mejía Flores Costly Güity Reyes Álvarez |

| Principal  | Melvin Matamoros |
| Asistentes | Óscar Velásquez  |
|            | Cristian Ramírez |
| Cuarto     | Saíd Martínez    |

| 19    | POR   | Jonathan Rougier   |     |
| 2     | DEF   | Juan Pablo Montes  |     |
| 12    | DEF   | Marcelo Santos     |     |
| 17    | DEF   | Denil Maldonado    |     |
| 24    | DEF   | Omar Elvir         |     |
| 6     | MED   | Reinieri Mayorquín | 74' |
| 10    | MED   | Matías Galvaliz    | 65' |
| 16    | MED   | Héctor Castellanos |     |
| 34    | MED   | Kevin López        | 86' |
| 9     | DEL   | Rubilio Castillo   |     |
| 21    | DEL   | Roberto Moreira    |     |
| D. T. | D. T. | Diego Vásquez      |     |

| 1     | POR   | Edrick Menjívar   |     |
| 2     | DEF   | Kevin Álvarez     |     |
| 3     | DEF   | Elmer Güity       |     |
| 4     | DEF   | Ever Alvarado     | 61' |
| 17    | DEF   | Jonathan Paz      |     |
| 21    | DEF   | Esteban Espíndola |     |
| 7     | MED   | Carlos Will Mejía | 46' |
| 20    | MED   | Deybi Flores      |     |
| 29    | MED   | German Mejía      | 74' |
| 13    | DEL   | Carlo Costly      |     |
| 27    | DEL   | Jerry Bengtson    |     |
| D. T. | D. T. | Manuel Keosseián  |     |

| 8 | Centrocampista | Walter Martínez | 65' |
| 4 | Centrocampista | Sergio Peña     | 74' |
| 7 | Delantero      | Erick Andino    | 86' |

| 26 | Centrocampista | Óscar Salas   | 46' |
| 14 | Delantero      | Júnior Lacayo | 61' |
| 9  | Delantero      | Diego Reyes   | 74' |

| 78' | Montes | 0:1 |

| 39’ 40’ 80’ | Mayorquín López Maldonado |

| 24’ 31’ 41’ 57’ 74’ 75’ 90+5’ | Mejía Flores Costly Güity Reyes Álvarez |

| Principal  | Melvin Matamoros |
| Asistentes | Óscar Velásquez  |
|            | Cristian Ramírez |
| Cuarto     | Saíd Martínez    |

| 19    | POR   | Jonathan Rougier   |     |
| 2     | DEF   | Juan Pablo Montes  |     |
| 12    | DEF   | Marcelo Santos     |     |
| 17    | DEF   | Denil Maldonado    |     |
| 24    | DEF   | Omar Elvir         |     |
| 6     | MED   | Reinieri Mayorquín | 74' |
| 10    | MED   | Matías Galvaliz    | 65' |
| 16    | MED   | Héctor Castellanos |     |
| 34    | MED   | Kevin López        | 86' |
| 9     | DEL   | Rubilio Castillo   |     |
| 21    | DEL   | Roberto Moreira    |     |
| D. T. | D. T. | Diego Vásquez      |     |

| 1     | POR   | Edrick Menjívar   |     |
| 2     | DEF   | Kevin Álvarez     |     |
| 3     | DEF   | Elmer Güity       |     |
| 4     | DEF   | Ever Alvarado     | 61' |
| 17    | DEF   | Jonathan Paz      |     |
| 21    | DEF   | Esteban Espíndola |     |
| 7     | MED   | Carlos Will Mejía | 46' |
| 20    | MED   | Deybi Flores      |     |
| 29    | MED   | German Mejía      | 74' |
| 13    | DEL   | Carlo Costly      |     |
| 27    | DEL   | Jerry Bengtson    |     |
| D. T. | D. T. | Manuel Keosseián  |     |

| 8 | Centrocampista | Walter Martínez | 65' |
| 4 | Centrocampista | Sergio Peña     | 74' |
| 7 | Delantero      | Erick Andino    | 86' |

| 26 | Centrocampista | Óscar Salas   | 46' |
| 14 | Delantero      | Júnior Lacayo | 61' |
| 9  | Delantero      | Diego Reyes   | 74' |

| 78' | Montes | 0:1 |

| 39’ 40’ 80’ | Mayorquín López Maldonado |

| 24’ 31’ 41’ 57’ 74’ 75’ 90+5’ | Mejía Flores Costly Güity Reyes Álvarez |

| Principal  | Melvin Matamoros |
| Asistentes | Óscar Velásquez  |
|            | Cristian Ramírez |
| Cuarto     | Saíd Martínez    |

|                             |
| Campeón Motagua 16.º título |

## Torneo Clausura

### Fase de clasificación
| Jornada 1          | Jornada 1 | Jornada 1         | Jornada 1               | Jornada 1   | Jornada 1 |
| Local              | Resultado | Visitante         | Estadio                 | Fecha       | Hora      |
| ------------------ | --------- | ----------------- | ----------------------- | ----------- | --------- |
| Marathón           | 3 - 1     | UPNFM             | Yankel Rosenthal        | 12 de enero | 15:00     |
| Juticalpa F. C.    | 1 - 2     | Real España       | Juan Ramón Brevé Vargas | 13 de enero | 14:00     |
| Vida               | 0 - 1     | Olimpia           | Ceibeño                 | 13 de enero | 15:30     |
| Platense           | 3 - 1     | Real de Minas     | Excélsior               | 13 de enero | 16:00     |
| Motagua            | 4 - 0     | Honduras Progreso | Nacional                | 13 de enero | 16:00     |
| Total de goles: 16 |           |                   |                         |             |           |

| Jornada 2          | Jornada 2 | Jornada 2         | Jornada 2       | Jornada 2   | Jornada 2 |
| Local              | Resultado | Visitante         | Estadio         | Fecha       | Hora      |
| ------------------ | --------- | ----------------- | --------------- | ----------- | --------- |
| UPNFM              | 4 - 2     | Juticalpa F. C.   | Emilio Williams | 19 de enero | 18:00     |
| Real España        | 1 - 0     | Vida              | Morazán         | 19 de enero | 19:00     |
| Real de Minas      | 0 - 2     | Motagua           | Marcelo Tinoco  | 20 de enero | 15:00     |
| Platense           | 2 - 3     | Marathón          | Excélsior       | 20 de enero | 16:00     |
| Olimpia            | 2 - 1     | Honduras Progreso | Nacional        | 20 de enero | 17:00     |
| Total de goles: 17 |           |                   |                 |             |           |

| Jornada 3          | Jornada 3 | Jornada 3     | Jornada 3               | Jornada 3   | Jornada 3 |
| Local              | Resultado | Visitante     | Estadio                 | Fecha       | Hora      |
| ------------------ | --------- | ------------- | ----------------------- | ----------- | --------- |
| Honduras Progreso  | 1 - 4     | Platense      | Humberto Micheletti     | 25 de enero | 19:00     |
| Marathón           | 1 - 0     | Olimpia       | Yankel Rosenthal        | 26 de enero | 15:00     |
| Juticalpa F. C.    | 3 - 3     | Real de Minas | Juan Ramón Brevé Vargas | 26 de enero | 19:00     |
| Vida               | 1 - 1     | UPNFM         | Ceibeño                 | 27 de enero | 15:30     |
| Motagua            | 1 - 0     | Real España   | Nacional                | 27 de enero | 16:00     |
| Total de goles: 15 |           |               |                         |             |           |

| Jornada 4          | Jornada 4 | Jornada 4     | Jornada 4               | Jornada 4    | Jornada 4 |
| Local              | Resultado | Visitante     | Estadio                 | Fecha        | Hora      |
| ------------------ | --------- | ------------- | ----------------------- | ------------ | --------- |
| Honduras Progreso  | 2 - 0     | Vida          | Humberto Micheletti     | 1 de febrero | 19:00     |
| UPNFM              | 1 - 1     | Motagua       | Emilio Williams         | 2 de febrero | 18:00     |
| Real España        | 2 - 0     | Real de Minas | Morazán                 | 2 de febrero | 19:00     |
| Juticalpa F. C.    | 1 - 1     | Marathón      | Juan Ramón Brevé Vargas | 3 de febrero | 14:00     |
| Olimpia            | 2 - 1     | Platense      | Nacional                | 3 de febrero | 16:00     |
| Total de goles: 11 |           |               |                         |              |           |

| Jornada 5          | Jornada 5 | Jornada 5         | Jornada 5      | Jornada 5     | Jornada 5 |
| Local              | Resultado | Visitante         | Estadio        | Fecha         | Hora      |
| ------------------ | --------- | ----------------- | -------------- | ------------- | --------- |
| Real España        | 1 - 1     | Marathón          | Morazán        | 9 de febrero  | 19:00     |
| Platense           | 0 - 1     | UPNFM             | Excélsior      | 9 de febrero  | 19:00     |
| Real de Minas      | 3 - 0     | Honduras Progreso | Marcelo Tinoco | 10 de febrero | 15:00     |
| Vida               | 1 - 1     | Juticalpa F. C.   | Ceibeño        | 10 de febrero | 15:30     |
| Motagua            | 1 - 1     | Olimpia           | Nacional       | 10 de febrero | 16:00     |
| Total de goles: 10 |           |                   |                |               |           |

| Jornada 6          | Jornada 6 | Jornada 6     | Jornada 6               | Jornada 6     | Jornada 6 |
| Local              | Resultado | Visitante     | Estadio                 | Fecha         | Hora      |
| ------------------ | --------- | ------------- | ----------------------- | ------------- | --------- |
| Marathón           | 4 - 3     | Vida          | Yankel Rosenthal        | 13 de febrero | 15:00     |
| UPNFM              | 2 - 2     | Real de Minas | Nacional                | 13 de febrero | 16:30     |
| Honduras Progreso  | 1 - 2     | Real España   | Humberto Micheletti     | 13 de febrero | 19:00     |
| Motagua            | 0 - 1     | Platense      | Nacional                | 13 de febrero | 19:30     |
| Juticalpa F. C.    | 0 - 4     | Olimpia       | Juan Ramón Brevé Vargas | 14 de febrero | 19:00     |
| Total de goles: 19 |           |               |                         |               |           |

| Jornada 7         | Jornada 7 | Jornada 7         | Jornada 7        | Jornada 7     | Jornada 7 |
| Local             | Resultado | Visitante         | Estadio          | Fecha         | Hora      |
| ----------------- | --------- | ----------------- | ---------------- | ------------- | --------- |
| Marathón          | 1 - 0     | Motagua           | Yankel Rosenthal | 16 de febrero | 15:00     |
| UPNFM             | 3 - 0     | Honduras Progreso | Emilio Williams  | 16 de febrero | 19:00     |
| Real de Minas     | 3 - 0     | Vida              | Marcelo Tinoco   | 17 de febrero | 15:00     |
| Platense          | 1 - 1     | Juticalpa F. C.   | Excélsior        | 17 de febrero | 16:00     |
| Olimpia           | 0 - 0     | Real España       | Nacional         | 17 de febrero | 16:00     |
| Total de goles: 9 |           |                   |                  |               |           |

| Jornada 8          | Jornada 8 | Jornada 8       | Jornada 8           | Jornada 8     | Jornada 8 |
| Local              | Resultado | Visitante       | Estadio             | Fecha         | Hora      |
| ------------------ | --------- | --------------- | ------------------- | ------------- | --------- |
| Real España        | 1 - 1     | UPNFM           | Morazán             | 23 de febrero | 19:00     |
| Honduras Progreso  | 0 - 1     | Marathón        | Humberto Micheletti | 23 de febrero | 19:00     |
| Real de Minas      | 1 - 3     | Olimpia         | Marcelo Tinoco      | 24 de febrero | 15:00     |
| Vida               | 1 - 1     | Platense        | Ceibeño             | 24 de febrero | 15:30     |
| Motagua            | 4 - 0     | Juticalpa F. C. | Nacional            | 24 de febrero | 16:00     |
| Total de goles: 13 |           |                 |                     |               |           |

| Jornada 9          | Jornada 9 | Jornada 9         | Jornada 9               | Jornada 9  | Jornada 9 |
| Local              | Resultado | Visitante         | Estadio                 | Fecha      | Hora      |
| ------------------ | --------- | ----------------- | ----------------------- | ---------- | --------- |
| Juticalpa F. C.    | 2 - 2     | Honduras Progreso | Juan Ramón Brevé Vargas | 3 de marzo | 14:00     |
| Marathón           | 2 - 1     | Real de Minas     | Yankel Rosenthal        | 3 de marzo | 15:00     |
| Vida               | 0 - 1     | Motagua           | Ceibeño                 | 3 de marzo | 15:30     |
| Platense           | 4 - 0     | Real España       | Excélsior               | 3 de marzo | 16:00     |
| Olimpia            | 1 - 2     | UPNFM             | Nacional                | 3 de marzo | 17:00     |
| Total de goles: 15 |           |                   |                         |            |           |

| Jornada 10        | Jornada 10 | Jornada 10      | Jornada 10          | Jornada 10 | Jornada 10 |
| Local             | Resultado  | Visitante       | Estadio             | Fecha      | Hora       |
| ----------------- | ---------- | --------------- | ------------------- | ---------- | ---------- |
| Real de Minas     | 0 - 0      | Platense        | Marcelo Tinoco      | 6 de marzo | 15:00      |
| UPNFM             | 0 - 0      | Marathón        | Emilio Williams     | 6 de marzo | 18:00      |
| Olimpia           | 4 - 0      | Vida            | Nacional            | 6 de marzo | 19:00      |
| Real España       | 0 - 0      | Juticalpa F. C. | Morazán             | 6 de marzo | 19:00      |
| Honduras Progreso | 0 - 1      | Motagua         | Humberto Micheletti | 7 de marzo | 19:00      |
| Total de goles: 5 |            |                 |                     |            |            |

| Jornada 11         | Jornada 11 | Jornada 11    | Jornada 11              | Jornada 11  | Jornada 11 |
| Local              | Resultado  | Visitante     | Estadio                 | Fecha       | Hora       |
| ------------------ | ---------- | ------------- | ----------------------- | ----------- | ---------- |
| Juticalpa F. C.    | 0 - 0      | UPNFM         | Juan Ramón Brevé Vargas | 10 de marzo | 14:00      |
| Marathón           | 2 - 1      | Platense      | Yankel Rosenthal        | 10 de marzo | 15:00      |
| Vida               | 0 - 2      | Real España   | Ceibeño                 | 10 de marzo | 15:30      |
| Honduras Progreso  | 1 - 2      | Olimpia       | Humberto Micheletti     | 10 de marzo | 16:00      |
| Motagua            | 0 - 2      | Real de Minas | Nacional                | 10 de marzo | 16:00      |
| Total de goles: 10 |            |               |                         |             |            |

| Jornada 12         | Jornada 12 | Jornada 12        | Jornada 12      | Jornada 12  | Jornada 12 |
| Local              | Resultado  | Visitante         | Estadio         | Fecha       | Hora       |
| ------------------ | ---------- | ----------------- | --------------- | ----------- | ---------- |
| Real España        | 3 - 1      | Motagua           | Morazán         | 13 de marzo | 19:00      |
| Olimpia            | 3 - 0      | Marathón          | Nacional        | 14 de marzo | 19:00      |
| UPNFM              | 1 - 1      | Vida              | Emilio Williams | 16 de marzo | 18:00      |
| Real de Minas      | 1 - 1      | Juticalpa F. C.   | Marcelo Tinoco  | 17 de marzo | 15:00      |
| Platense           | 2 - 0      | Honduras Progreso | Excélsior       | 24 de marzo | 16:00      |
| Total de goles: 13 |            |                   |                 |             |            |

| Fecha FIFA |

| Jornada 13         | Jornada 13 | Jornada 13        | Jornada 13       | Jornada 13  | Jornada 13 |
| Local              | Resultado  | Visitante         | Estadio          | Fecha       | Hora       |
| ------------------ | ---------- | ----------------- | ---------------- | ----------- | ---------- |
| Marathón           | 1 - 2      | Juticalpa F. C.   | Yankel Rosenthal | 30 de marzo | 15:00      |
| Real de Minas      | 1 - 1      | Real España       | Marcelo Tinoco   | 31 de marzo | 15:00      |
| Vida               | 2 - 1      | Honduras Progreso | Ceibeño          | 31 de marzo | 15:30      |
| Motagua            | 3 - 0      | UPNFM             | Nacional         | 31 de marzo | 16:00      |
| Platense           | 1 - 2      | Olimpia           | Excélsior        | 31 de marzo | 16:00      |
| Total de goles: 14 |            |                   |                  |             |            |

| Jornada 14        | Jornada 14 | Jornada 14    | Jornada 14              | Jornada 14 | Jornada 14 |
| Local             | Resultado  | Visitante     | Estadio                 | Fecha      | Hora       |
| ----------------- | ---------- | ------------- | ----------------------- | ---------- | ---------- |
| Honduras Progreso | 0 - 0      | Real de Minas | Humberto Micheletti     | 5 de abril | 19:00      |
| Marathón          | 2 - 2      | Real España   | Yankel Rosenthal        | 6 de abril | 15:00      |
| Juticalpa F. C.   | 1 - 1      | Vida          | Juan Ramón Brevé Vargas | 6 de abril | 18:00      |
| UPNFM             | 2 - 0      | Platense      | Emilio Williams         | 6 de abril | 18:00      |
| Olimpia           | 0 - 0      | Motagua       | Nacional                | 7 de abril | 16:00      |
| Total de goles: 8 |            |               |                         |            |            |

| Jornada 15         | Jornada 15 | Jornada 15        | Jornada 15     | Jornada 15  | Jornada 15 |
| Local              | Resultado  | Visitante         | Estadio        | Fecha       | Hora       |
| ------------------ | ---------- | ----------------- | -------------- | ----------- | ---------- |
| Real de Minas      | 0 - 0      | UPNFM             | Marcelo Tinoco | 9 de abril  | 15:30      |
| Platense           | 2 - 1      | Motagua           | Excélsior      | 10 de abril | 18:00      |
| Real España        | 2 - 0      | Honduras Progreso | Morazán        | 10 de abril | 19:00      |
| Vida               | 2 - 1      | Marathón          | Ceibeño        | 10 de abril | 19:00      |
| Olimpia            | 4 - 0      | Juticalpa F. C.   | Nacional       | 10 de abril | 20:00      |
| Total de goles: 12 |            |                   |                |             |            |

| Jornada 16         | Jornada 16 | Jornada 16    | Jornada 16              | Jornada 16  | Jornada 16 |
| Local              | Resultado  | Visitante     | Estadio                 | Fecha       | Hora       |
| ------------------ | ---------- | ------------- | ----------------------- | ----------- | ---------- |
| Honduras Progreso  | 1 - 0      | UPNFM         | Humberto Micheletti     | 13 de abril | 19:00      |
| Real España        | 0 - 1      | Olimpia       | Morazán                 | 13 de abril | 19:00      |
| Juticalpa F. C.    | 2 - 0      | Platense      | Juan Ramón Brevé Vargas | 14 de abril | 14:00      |
| Motagua            | 5 - 1      | Marathón      | Nacional                | 14 de abril | 16:00      |
| Vida               | 0 - 2      | Real de Minas | Ceibeño                 | 14 de abril | 18:00      |
| Total de goles: 12 |            |               |                         |             |            |

| Jornada 17         | Jornada 17 | Jornada 17        | Jornada 17              | Jornada 17  | Jornada 17 |
| Local              | Resultado  | Visitante         | Estadio                 | Fecha       | Hora       |
| ------------------ | ---------- | ----------------- | ----------------------- | ----------- | ---------- |
| Marathón           | 6 - 0      | Honduras Progreso | Yankel Rosenthal        | 17 de abril | 15:00      |
| Olimpia            | 1 - 1      | Real de Minas     | Nacional                | 17 de abril | 18:00      |
| UPNFM              | 0 - 0      | Real España       | Emilio Williams         | 20 de abril | 18:00      |
| Juticalpa F. C.    | 2 - 3      | Motagua           | Juan Ramón Brevé Vargas | 21 de abril | 14:00      |
| Platense           | 1 - 1      | Vida              | Excélsior               | 21 de abril | 16:00      |
| Total de goles: 15 |            |                   |                         |             |            |

| Jornada 18         | Jornada 18 | Jornada 18 | Jornada 18          | Jornada 18  | Jornada 18 |
| Local              | Resultado  | Visitante  | Estadio             | Fecha       | Hora       |
| ------------------ | ---------- | ---------- | ------------------- | ----------- | ---------- |
| Honduras Progreso  | 1 - 1      | Juticalpa  | Humberto Micheletti | 27 de abril | 15:00      |
| Motagua            | 1 - 1      | Vida       | Nacional            | 27 de abril | 15:00      |
| Real España        | 0 - 1      | Platense   | Morazán             | 27 de abril | 15:00      |
| Real de Minas      | 0 - 2      | Marathón   | Marcelo Tinoco      | 27 de abril | 15:00      |
| UPNFM              | 3 - 0      | Olimpia    | Emilio Williams     | 27 de abril | 15:00      |
| Total de goles: 10 |            |            |                     |             |            |

#### Tabla de posiciones
Simbología:

Pts: puntos acumulados.

PJ: partidos jugados.

PG: partidos ganados.

PE: partidos empatados.

PP: partidos perdidos.

GF: goles a favor.

GC: goles en contra.

|                                           |     | Equipo            | PJ | G  | E  | P  | GF | GC | Dif. | Pts |
| ----------------------------------------- | --- | ----------------- | -- | -- | -- | -- | -- | -- | ---- | --- |
|                                           | 1.  | Olimpia           | 18 | 11 | 4  | 3  | 31 | 13 | +18  | 37  |
|                                           | 2.  | Marathón          | 18 | 10 | 4  | 4  | 32 | 24 | +8   | 34  |
|                                           | 3.  | Motagua           | 18 | 9  | 4  | 5  | 29 | 15 | +14  | 31  |
|                                           | 4.  | Real España       | 18 | 7  | 7  | 4  | 19 | 15 | +4   | 29  |
|                                           | 5.  | UPNFM             | 18 | 6  | 9  | 3  | 22 | 16 | +6   | 27  |
|                                           | 6.  | Platense          | 18 | 7  | 4  | 7  | 25 | 20 | +5   | 25  |
|                                           | 7.  | Real de Minas     | 18 | 4  | 8  | 6  | 21 | 22 | -1   | 20  |
|                                           | 8.  | Juticalpa F. C.   | 18 | 2  | 10 | 6  | 20 | 33 | -13  | 16  |
|                                           | 9.  | Vida              | 18 | 2  | 7  | 9  | 14 | 29 | -15  | 13  |
|                                           | 10. | Honduras Progreso | 18 | 2  | 3  | 13 | 11 | 37 | -27  | 9   |
| Última actualización: 28 de abril de 2019 |     |                   |    |    |    |    |    |    |      |     |

|  | Clasificado directo a semifinales |
|  | Clasificado a repechaje           |
|  | Último lugar                      |

### Fase final
|  | Repechaje (Pre-Liguilla) | Repechaje (Pre-Liguilla) | Repechaje (Pre-Liguilla) | Repechaje (Pre-Liguilla) | Repechaje (Pre-Liguilla) |  |  | Semifinales | Semifinales | Semifinales | Semifinales | Semifinales |  |  | Final | Final   | Final | Final | Final |
|  |                          |                          |                          |                          |                          |  |  |             |             |             |             |             |  |  |       |         |       |       |       |
|  |                          |                          |                          |                          |                          |  |  | 1.º         | Olimpia     | 3           | 4           | 7           |  |  |       |         |       |       |       |
|  | 4.º                      | Real España              | 1                        | 1                        | 2                        |  |  | 5.º         | UPNFM       | 1           | 1           | 2           |  |  |       |         |       |       |       |
|  | 5.º                      | UPNFM                    | 3                        | 2                        | 5                        |  |  |             |             |             |             |             |  |  | 1.⁰   | Olimpia |       |       |       |
|  |                          |                          |                          |                          |                          |  |  |             |             |             |             |             |  |  | 3.º   | Motagua |       |       |       |
|  |                          |                          |                          |                          |                          |  |  | 2.º         | Marathón    | 0           | 2           | 2           |  |  |       |         |       |       |       |
|  | 3.º                      | Motagua                  | 0                        | 3                        | 3                        |  |  | 3.º         | Motagua     | 2           | 2           | 4           |  |  |       |         |       |       |       |
|  | 6.º                      | Platense                 | 0                        | 0                        | 0                        |  |  |             |             |             |             |             |  |  |       |         |       |       |       |

#### Repechaje (Pre-Liguilla)
- Nota: La hora de cada encuentro corresponde al huso horario que rige a Honduras (UTC-6).

##### Real España - UPNFM
| 1 de mayo de 2019, 15:00 | UPNFM                                 | 3:1 (2:1) | Real España | Estadio Emilio Williams, Choluteca |                            |
|                          | Róchez 38' · Meléndez 40' · Güity 60' | Reporte   | Puerto 28'  | Árbitro(s): Nelson Salgado         | Árbitro(s): Nelson Salgado |

| 5 de mayo de 2019, 18:00 | Real España | 1:2 (1:1) | UPNFM                          | Estadio Morazán, San Pedro Sula |                           |
|                          | López 41'   |           | Peña 35' · Meléndez 76' (pen.) | Árbitro(s): Óscar Moncada       | Árbitro(s): Óscar Moncada |

##### Motagua - Platense
| 1 de mayo de 2019, 16:00 | Platense | 0:0     | Motagua | Estadio Excelsior, Puerto Cortés |                          |
|                          |          | Reporte |         | Árbitro(s): Erick Andino         | Árbitro(s): Erick Andino |

| 5 de mayo de 2019, 16:00 | Motagua                    | 3:0 (2:0) | Platense | Estadio Nacional, Tegucigalpa |                         |
|                          | Moreira 26' (pen.) 44' 50' | Reporte   |          | Árbitro(s): Raúl Castro       | Árbitro(s): Raúl Castro |

#### Semifinales
- Nota: La hora de cada encuentro corresponde al huso horario que rige a Honduras (UTC-6).

##### Olimpia - UPNFM
| 11 de mayo de 2019, 15:00 | UPNFM        | 1:3 (0:1) | Olimpia              | Estadio Emilio Williams, Choluteca |                              |
|                           | Meléndez 62' | Reporte   | Benguché 11' 57' 71' | Árbitro(s): Melissa Pastrana       | Árbitro(s): Melissa Pastrana |

| 19 de mayo de 2019, 15:00 | Olimpia                                     | 4:1 (2:0) | UPNFM        | Estadio Nacional, Tegucigalpa |                            |
|                           | Flores 8' · Benguché 36' 69' · Alvarado 66' | Reporte   | Urmeneta 61' | Árbitro(s): Armando Castro    | Árbitro(s): Armando Castro |

##### Marathón - Motagua
| 12 de mayo de 2019, 16:00 | Motagua                 | 2:0 (1:0) | Marathón | Estadio Nacional, Tegucigalpa |                           |
|                           | Galvaliz 9' · López 64' | Reporte   |          | Árbitro(s): Saíd Martínez     | Árbitro(s): Saíd Martínez |

| 18 de mayo de 2019, 15:00 | Marathón         | 2:2 (2:0) | Motagua                       | Estadio Yankel Rosenthal, San Pedro Sula |                           |
|                           | Arboleda 37' 42' | Reporte   | Estigarribia 46' · Montes 72' | Árbitro(s): Óscar Moncada                | Árbitro(s): Óscar Moncada |

#### Final
- Nota: La hora de cada encuentro corresponde al huso horario que rige a Honduras (UTC-6).

##### Motagua - Olimpia

###### Ida
| 26 de mayo de 2019, 16:00 | Motagua         | vs. | Olimpia     | Estadio Nacional, Tegucigalpa |                              |
|                           | Pereira 17' 23' |     | Alvarado 2' | Árbitro(s): Melissa Pastrana  | Árbitro(s): Melissa Pastrana |

###### Vuelta
| 2 de junio de 2019, 16:25 | Olimpia | vs. | Motagua | Estadio Nacional, Tegucigalpa |  |

|         |
| Campeón |

## Triangular de descenso

### Tabla de posiciones
Simbología:

Pts: puntos acumulados.

PJ: partidos jugados.

PG: partidos ganados.

PE: partidos empatados.

PP: partidos perdidos.

GF: goles a favor.

GC: goles en contra.

|                                          |    | Equipo            | PJ | G | E | P | GF | GC | Dif. | Pts |
| ---------------------------------------- | -- | ----------------- | -- | - | - | - | -- | -- | ---- | --- |
|                                          | 1. | Honduras Progreso | 2  | 2 | 0 | 0 | 5  | 3  | +2   | 6   |
|                                          | 2. | Real de Minas     | 2  | 1 | 0 | 1 | 6  | 5  | +1   | 3   |
|                                          | 3. | Juticalpa F. C.   | 2  | 0 | 0 | 2 | 3  | 6  | -3   | 0   |
| Última actualización: 12 de mayo de 2019 |    |                   |    |   |   |   |    |    |      |     |

### Desarrollo

#### Juticalpa F. C. - Honduras Progreso
| 5 de mayo de 2019, 14:00 | Juticalpa F. C. | 1:2 (0:0) | Honduras Progreso | Estadio Juan Ramón Brevé Vargas, Juticalpa |                              |
|                          | Salas 55'       | Reporte   | López 49' 90+2'   | Árbitro(s): Héctor Rodríguez               | Árbitro(s): Héctor Rodríguez |

#### Honduras Progreso - Real de Minas
| 9 de mayo de 2019, 19:00 | Honduras Progreso                       | 3:2 (2:1) | Real de Minas            | Estadio Humberto Micheletti, El Progreso |                           |
|                          | Gutiérrez 13' · López 31' · Delgado 63' | Reporte   | Moncada 29' · García 67' | Árbitro(s): Saíd Martínez                | Árbitro(s): Saíd Martínez |

#### Real de Minas - Juticalpa F. C.
| 12 de mayo de 2019, 15:30 | Real de Minas                           | 4:2 (2:2) | Juticalpa F. C.             | Estadio Marcelo Tinoco, Danlí |                            |
|                           | Mejía 4' 21' · Muñoz 70' · Andino 90+4' | Reporte   | Morazán 18' · Estupiñán 44' | Árbitro(s): Nelson Salgado    | Árbitro(s): Nelson Salgado |

## Cambios de entrenadores, jugadores extranjeros y descenso

### Cambios de entrenadores

#### Apertura
| Equipo            | Entrenador saliente     | Fecha                 | Jor. | Pos. | Entrenador entrante     | Fecha                 | Jor.  |
| ----------------- | ----------------------- | --------------------- | ---- | ---- | ----------------------- | --------------------- | ----- |
| Juticalpa F. C.   | Ramón Maradiaga         | 2 de mayo de 2018     | Pre. | Pre. | Héctor Castellón        | 1 de junio de 2018    | Pre.  |
| Honduras Progreso | Horacio Londoño         | 1 de junio de 2018    | Pre. | Pre. | Mauro Reyes             | 8 de junio de 2018    | Pre.  |
| Vida              | Héctor Castellón        | 31 de mayo de 2018    | Pre. | Pre. | Raúl Martínez Sambulá   | 5 de julio de 2018    | Pre.  |
| Real de Minas     | Reynaldo Tilguath       | 26 de julio de 2018   | Pre. | Pre. | Javier Padilla          | 26 de julio de 2018   | Pre.  |
| Real de Minas     | Javier Padilla          | 20 de octubre de 2018 | 1-14 | 10.º | Marvin Henríquez (int.) | 21 de octubre de 2018 | 15    |
| Real de Minas     | Marvin Henríquez (int.) | 22 de octubre de 2018 | 15   | 10.º | Harold Yépez (int.)     | 22 de octubre de 2018 | 16-18 |
| Olimpia           | Nahúm Espinoza          | 24 de octubre de 2018 | 1-15 | 2.º  | Manuel Keosseián        | 24 de octubre de 2018 | 16-18 |

#### Clausura
| Equipo            | Entrenador saliente   | Fecha                   | Jor. | Pos. | Entrenador entrante      | Fecha                   | Jor.  |
| ----------------- | --------------------- | ----------------------- | ---- | ---- | ------------------------ | ----------------------- | ----- |
| Real de Minas     | Harold Yépez (int.)   | 29 de noviembre de 2018 | Pre. | Pre. | Raúl Cáceres             | 29 de noviembre de 2018 | Pre.  |
| Real España       | Martín García         | 1 de diciembre de 2018  | Pre. | Pre. | Carlos Restrepo          | 2 de diciembre de 2018  | Pre.  |
| Juticalpa F. C.   | Héctor Castellón      | 5 de diciembre de 2018  | Pre. | Pre. | Robert Lima              | 10 de diciembre de 2018 | Pre.  |
| Honduras Progreso | Mauro Reyes           | 13 de diciembre de 2018 | Pre. | Pre. | Hernán García            | 16 de diciembre de 2018 | Pre.  |
| Vida              | Raúl Martínez Sambulá | 17 de febrero de 2019   | 1-7  | 10.º | Héctor Castellón         | 17 de febrero de 2019   | 8-18  |
| Honduras Progreso | Hernán García         | 18 de febrero de 2019   | 1-7  | 9.º  | Reynaldo Clavasquín      | 18 de febrero de 2019   | 8-15  |
| Juticalpa F. C.   | Robert Lima           | 19 de febrero de 2019   | 1-7  | 8.º  | Wilmer Cruz              | 19 de febrero de 2019   | 8-18  |
| Platense          | Carlos Martínez       | 7 de abril de 2019      | 1-14 | 6.º  | Carlos Orlando Caballero | 7 de abril de 2019      | 15-18 |
| Honduras Progreso | Reynaldo Clavasquín   | 10 de abril de 2019     | 1-15 | 10.º | Luis Alvarado (int.)     | 11 de abril de 2019     | 16-18 |

### Jugadores extranjeros
- Nota: De acuerdo con los reglamentos impuestos por la Liga Nacional de Fútbol Profesional de Honduras (LNFP) y la Federación Nacional Autónoma de Fútbol de Honduras (FENAFUTH), los equipos hondureños de Primera División están limitados a tener en sus plantillas un máximo de cuatro jugadores extranjeros. Los jugadores extranjeros que ocupan la quinta plaza también poseen la nacionalidad hondureña y, por lo tanto, utilizan carné de jugador nacional.

#### Apertura
| Equipo            | Jugador 1            | Jugador 2       | Jugador 3        | Jugador 4       |
| ----------------- | -------------------- | --------------- | ---------------- | --------------- |
| Olimpia           | Esteban Espíndola    | Leandro Motta   |                  |                 |
| Motagua           | Jonathan Rougier     | Matias Galvaliz | Javier Estupiñán | Roberto Moreira |
| Real España       | Maximiliano Callorda |                 |                  |                 |
| Marathón          | Yustin Arboleda      | Yaudel Lahera   | Roy Smith        |                 |
| Vida              | Javier Quiñones      |                 |                  |                 |
| Platense          | Rundell Winchester   | Juan Bolaños    | Jerrel Britto    |                 |
| Honduras Progreso | Justin Pérez         | Luis González   | Yerson Gutiérrez |                 |
| Juticalpa F. C.   | James Cabezas        | Woodrow West    |                  |                 |
| UPNFM             |                      |                 |                  |                 |
| Real de Minas     | Israel Silva         |                 |                  |                 |

#### Clausura
| Equipo            | Jugador 1          | Jugador 2        | Jugador 3            | Jugador 4        |
| ----------------- | ------------------ | ---------------- | -------------------- | ---------------- |
| Olimpia           | Emiliano Bonfigli  | Martín Bonjour   | Guillermo Chavasco   | Leandro Sosa     |
| Motagua           | Jonathan Rougier   | Matias Galvaliz  | Marcelo Estigarribia | Roberto Moreira  |
| Real España       |                    |                  |                      |                  |
| Marathón          | Yustin Arboleda    | Yaudel Lahera    | Caue Fernandes       |                  |
| Vida              |                    |                  |                      |                  |
| Platense          | Rundell Winchester | Juan Bolaños     | Felipe Pineda        | Norman Cabrera   |
| Honduras Progreso | Justin Pérez       | Roy Smith        | Luis González        | Yerson Gutiérrez |
| Juticalpa F. C.   | Woodrow West       | Emiliano Techera | Javier Estupiñán     |                  |
| UPNFM             |                    |                  |                      |                  |
| Real de Minas     | Israel Silva       | Julani Archibald |                      |                  |

### Promedio de descenso
| Pos  | Equipo            | Ap. 2018 | Cl. 2019 | Total | PJ | Promedio |
| ---- | ----------------- | -------- | -------- | ----- | -- | -------- |
| 1.º  | Olimpia           | 32       | 37       | 69    | 35 | 1.9714   |
| 2.º  | Motagua           | 37       | 27       | 64    | 34 | 1.8824   |
| 3.º  | Marathón          | 28       | 31       | 59    | 35 | 1.6857   |
| 4.º  | Real España       | 26       | 27       | 53    | 34 | 1.5588   |
| 5.º  | UPNFM             | 30       | 23       | 53    | 34 | 1.5588   |
| 6.º  | Platense          | 24       | 21       | 45    | 34 | 1.3235   |
| 7.º  | Real de Minas     | 11       | 20       | 31    | 35 | 0.8857   |
| 8.º  | Vida              | 19       | 11       | 30    | 34 | 0.8824   |
| 9.º  | Juticalpa F. C.   | 15       | 15       | 30    | 34 | 0.8824   |
| 10.º | Honduras Progreso | 22       | 8        | 30    | 35 | 0.8571   |

|  |                                                                    |
|  | El equipo que ocupe esta posición descenderá a la Liga de Ascenso. |

## Goleadores
| Pos.                                     | Jugador          | Equipo                | Goles |
| ---------------------------------------- | ---------------- | --------------------- | ----- |
| 1.º                                      | Jerry Bengtson   | Olimpia               | 24    |
| 2.º                                      | Jorge Benguché   | UPNFM (A) Olimpia (C) | 22    |
| 3.º                                      | Roberto Moreira  | Motagua               | 20    |
| 3.º                                      | Yustin Arboleda  | Marathón              | 20    |
| 4.º                                      | Ovidio Lanza     | Juticalpa F. C.       | 16    |
| 5.º                                      | Yerson Gutiérrez | Honduras Progreso     | 15    |
| Última actualización: 19 de mayo de 2019 |                  |                       |       |

## Clasificados a torneos internacionales

### Liga Concacaf
| Clasificado | Liga Concacaf 2019 |
| ----------- | ------------------ |
| Honduras 1  | Motagua            |
| Honduras 2  |                    |
| Honduras 3  |                    |